# Serguéi Bodrov (hijo)
Serguéi Serguéievich Bodrov (en ruso: Серге́й Серге́евич Бодро́в; Moscú, RSFS Rusia, 27 de diciembre de 1971 - Osetia del Norte-Alania, Rusia, 20 de septiembre de 2002), también puede aparecer escrito como Sergei Bodrov, Jr. (en ruso: Сергей Бодров-младший, Serguéi Bodrov-mládshiy), fue un actor, escenógrafo y director ruso, hijo del director Serguéi Vladímirovich Bodrov. Fue principalmente conocido por su papel protagonista en El prisionero del Cáucaso, Brat y Brat 2. Falleció trágicamente tras un desprendimiento de hielo y rocas del glaciar de Kolka, en las montañas osetias de Karmadón, mientras se encontraba de rodaje.

## Biografía
Serguéi Bodrov nació el 27 de diciembre de 1971 en Moscú, Unión Soviética. Su padre es un famoso director de cine, Serguéi Bodrov, y su madre Valentina Nikoláievna, una experta en bellas artes. Bodrov realizó estudios de historia del arte en la Universidad Estatal de Moscú de 1989 a 1994, donde se graduó con honores y quedó a la espera de realizar estudios de posgrado, a pesar de que ya sabía que no iba a trabajar en un museo o biblioteca. Después de convertirse en un actor famoso y presentador de televisión, terminó y defendió (en 1998) su tesis de grado titulada "La arquitectura en la pintura veneciana del Renacimiento" y recibió el grado de Candidato a Doctor en Ciencias, el equivalente al doctorado en España.

## Carrera profesional
El primer papel de cine de Serguéi fue en la película de su padre La libertad es el paraíso en 1989, en la que apareció en la pantalla sólo durante unos minutos, interpretando a un delincuente menor de edad que estaba esperando una decisión sobre su propio destino mientras está sentado al lado del héroe principal de la película. Durante sus época en la universidad, también tuvo un pequeño papel como botones en la película de 1992 Rey Blanco, Reina Roja. 
En 1995, su padre viajó a Daguestán para el rodaje de su película El prisionero de las montañas (Кавказский пленник). Bodrov pidió a su padre ir con él, dispuesto a ayudarle en cualquier trabajo disponible. Inesperadamente, se convirtió en uno de los actores destacados, interpretando el papel del recluta Vanya Zhilin, uno de los papeles protagonistas junto con Oleg Ménshikov, que hizo el papel del soldado Alekséi Ryapolov. Bodrov recibió un premio al mejor actor junto con Ménshikov en el festival de cine Kinotavr en Sochi. La película fue también nominada al Oscar a la mejor película extranjera de 1996.
A esta siguieron El hermano (Брат) y El hermano 2 (Брат 2), las cuales tuvieron éxito y son consideradas por algunos “películas de culto”. Durante el festival de cine 1996 de Sochi Serguéi Bodrov fue el invitado del conocido director Alekséi Balabánov, que lo invitó al estudio de СТВ. Fue aquí donde filmó la película Brat, lanzada en 1997 y en la que Bodrov interpretó el papel principal de Danila Bagrov. La película fue criticada por los medios de comunicación, acusado de racismo y rusofobia (como una película hecha para el público extranjero). El mismo Bodrov evaluó su personaje de la siguiente manera:

Ya sé que a Danila a menudo se le reprocha ser primitivo, simple e inarticulado. Y, en parte, estoy de acuerdo con eso. Pero hay una metáfora conectada con él que se forma en mi mente: me imagino la gente en un caos primitivo, que se sientan en su cueva antes de hacer el fuego y no entienden nada en su vida excepto la responsabilidad de comer y reproducirse. Y de repente uno de ellos se levanta y pronuncia palabras muy simples acerca de cómo hay que defender a sus amigos, a respetar a las mujeres y defender a un hermano.
A pesar de cierta controversia, la película recibió elogios de la crítica y el premio en el Festival de cine en Sochi, un Premio Especial del Jurado y el Premio FIPRESCI en el festival internacional en Turín, los mismos premios en Cottbus, y el Gran Premio en Trieste. Bodrov recibió el premio al mejor actor en los festivales de cine en Sochi y Chicago y obtuvo el premio "Golden Aries". La película fue considerada ampliamente como culturalmente significativa y para la generación más joven, el personaje de Bodrov, Danila Bagrov, se convirtió en un héroe y un modelo a seguir.

## Fallecimiento
Bodrov falleció el 20 de septiembre de 2002, junto con 27 miembros del equipo de producción, mientras grababan la película El mensajero, en las montañas de Karmadon en el norte de Osetia, tras un desprendimiento de hielo y rocas del glaciar de Kolka, a la edad de 30 años. Las operaciones de rescate a gran escala duraron varios meses, un grupo de voluntarios y familiares de desaparecidos se mantuvo en el glaciar hasta febrero de 2004. Nunca encontraron el cuerpo sin vida de Bodrov. Hasta la fecha, hay más de un centenar de personas desaparecidas. Los científicos y los geólogos aseguraron que el glaciar se derretiría en doce años.

## Premios
- 1996: Premio Nika al mejor actor protágonico (El prisionero de las montañas).
- 1997: Premio Estatal de la Federación de Rusia (El prisionero de las montañas).
- 1997: Festival de Cine de Chicago al mejor actor (Brat).
- 2001: Premio Kinotavr al mejor debut como director (Sostry).
- 2003: Premio Nika al mejor actor de reparto (Guerra), premio dado post mortem.

## Filmografía
- 1989: La libertad es el paraíso (Свобода — это рай).
- 1992: Rey blanco, reina roja (Белый король, красная королева).
- 1996: El prisionero de las montañas (Кавказский пленник).
- 1997: Hermano (Брат).
- 1998: El travesaño (Стрингер).
- 1999: Este/Oeste (Est-Ouest) (Восток и Запад).
- 2000: Hermano 2 (Брат 2).
- 2000: Hagamos esto más rápido (Давай сделаем это по-быстрому).
- 2001: Hermanas (Сёстры).
- 2002: Guerra (Война).
- 2002: El beso del oso (Медвежий поцелуй).
- 2002: El último héroe